# الدوري الذهبي 2004
تنافس على المليون دولار في الدوري الذهبي لسنة 2004، 6 رياضين و6 رياضيات خلال 6 محطات.
يجب الفوز ب 6 محطات لنيل جائزة المليون دولار.

## الفائزان
- كريستيان اولسون  السويد
- تونيك وليامز دارلينج  جزر البهاما

## النتائج
|               | أوسلو 11 يونيو                     | روما 2 يوليو                       | باريس 23 يوليو                     | زوريخ 6 أغسطس                      | بروكسيل 3 سبتمبر                   | برلين 12 سبتمبر                    |
| ------------- | ---------------------------------- | ---------------------------------- | ---------------------------------- | ---------------------------------- | ---------------------------------- | ---------------------------------- |
| رجال          |                                    |                                    |                                    |                                    |                                    |                                    |
| 200 متر       | شاون غراوفود · الولايات المتحدة    | ستيفان بوكلاند · موريشيوس          | فرانسوا اوبيكلو · البرتغال         | بيرنارد ويليامس · الولايات المتحدة | فرانكي فريديريك · ناميبيا          | أسفا باول · جامايكا                |
| 800 متر       | يوري بورزاكزفسكي · روسيا           | ويلسون كيبكيتير · الدنمارك         | وليام ويامبوي · كينيا              | ويلفريد بونغي · كينيا              | ويلفريد بونغي · كينيا              | يوسف سعد كمال · البحرين            |
| 1500 م        | بيرنار لغات · كينيا                | رشيد رمزي · البحرين                | بيرنار لغات · كينيا                | بيرنار لغات · كينيا                | تيموتي كيبتوني · كينيا             | جون كورير · كينيا                  |
| 400 م حواجز   | فيليكس سانشيز · جمهورية التشيك     | فيليكس سانشيز · جمهورية التشيك     | فيليكس سانشيز · جمهورية التشيك     | فيليكس سانشيز · جمهورية التشيك     | بايانو كماني · بنما                | بايانو كماني · بنما                |
| الوثب الثلاثي | كريستيان اولسون · السويد           | كريستيان اولسون · السويد           | كريستيان اولسون · السويد           | كريستيان اولسون · السويد           | كريستيان اولسون · السويد           | كريستيان اولسون · السويد           |
| رمي القرص     | فيريليجوز اليكنا · ليتوانيا        | فيريليجوز اليكنا · ليتوانيا        | فيريليجوز اليكنا · ليتوانيا        | روبيرت فاسيكاس · المجر             | فيريليجوز اليكنا · ليتوانيا        | فيريليجوز اليكنا · ليتوانيا        |
| نساء          |                                    |                                    |                                    |                                    |                                    |                                    |
| 100 متر       | لتاشا كولندر · الولايات المتحدة    | يوليا نسترينكو · بيلاروس           | كريستين ارون · فرنسا               | كريستين ارون · فرنسا               | الين بيالي · جامايكا               | ديبي فيرغيسون · جزر البهاما        |
| 400 متر       | تونيك وليامز دارلينج · جزر البهاما | تونيك وليامز دارلينج · جزر البهاما | تونيك وليامز دارلينج · جزر البهاما | تونيك وليامز دارلينج · جزر البهاما | تونيك وليامز دارلينج · جزر البهاما | تونيك وليامز دارلينج · جزر البهاما |
| 1500 م        | ارينا اشيشنسكا · أوكرانيا          | اولغا إيغوروفا · روسيا             | جوديت فارغا · المجر                | ويتا جانواسكا · بولندا             | تاتيانا توماشوفا · روسيا           | تاتيانا توماشوفا · روسيا           |
| 3000 م 5000 م | الفان ابيلكيس · تركيا              | ايجيغايهو ديبابا · إثيوبيا         | ازابلا اوشيشي · كينيا              | ايديت ماسيل · كينيا                | اديت ماسيل · كينيا                 | بيرهان ادري · إثيوبيا              |
| 100 م حواجز   | غايل ديفيرس · الولايات المتحدة     | غلوري اولزي · إسبانيا              | بيرجيتا فيلسيان · كندا             | بيرجيتا فيلسيان · كندا             | كوروتيفا · روسيا                   | جوانا هاييس · الولايات المتحدة     |
| الوثب العالي  | هيستري كوليت · جنوب إفريقيا        | هيستري كوليت · جنوب إفريقيا        | هيستري كوليت · جنوب إفريقيا        | هيستري كوليت · جنوب إفريقيا        | يلينا سليسارينكو · روسيا           | يلينا سليسارينكو · روسيا           |

## المصدر
- IAAF

| الدوري الذهبي (الاتحاد الدولي لألعاب القوى)                                                  |
| 1998 \| 1999 \| 2000 \| 2001 \| 2002 \| 2003 \| 2004 \| 2005 \| 2006 \| 2007 \| 2008 \| 2009 |